# Puchar ZSRR w hokeju na lodzie
Puchar ZSRR w hokeju na lodzie (ros. Кубок СССР по хоккею с шайбой) – rozgrywki w Związku Radzieckim w hokeju na lodzie. W 21 edycjach Pucharu ZSRR dwanaście razy triumfował klub CSKA Moskwa. Pierwszą i ostatnią edycję wygrał zespół Krylja Sowietow Moskwa. Ostatnia edycja w 1989 została rozegrana jako Puchar Ligi.

## Edycje
| Rok  | Triumfator             | Wynik              | Finalista              | Miejsce                  |
| ---- | ---------------------- | ------------------ | ---------------------- | ------------------------ |
| 1951 | Krylja Sowietow Moskwa | 4 : 3              | WWS MMO Moskwa         | Stadion Dynamo w Moskwie |
| 1952 | WWS MMO Moskwa         | 6 : 5              | Krylja Sowietow Moskwa | Stadion Dynamo w Moskwie |
| 1953 | Dinamo Moskwa          | 3 : 2              | CDSA Moskwa            | Stadion Dynamo w Moskwie |
| 1954 | CDSA Moskwa            | 3 : 2              | Zienit Moskwa          | Stadion Dynamo w Moskwie |
| 1955 | CDSA Moskwa            | 5 : 2              | Dinamo Moskwa          | Stadion Dynamo w Moskwie |
| 1956 | CDSA Moskwa            | 2 : 0              | Dinamo Moskwa          | Hala Sokolniki w Moskwie |
| 1961 | CSKA Moskwa            | 5 : 1 15 : 4 6 : 3 | Torpedo Gorki          | Hala Łużniki w Moskwie   |
| 1966 | CSKA Moskwa            | 6 : 1 8 : 2        | Dinamo Moskwa          | Hala Łużniki w Moskwie   |
| 1967 | CSKA Moskwa            | 2 : 0              | Spartak Moskwa         | Hala Łużniki w Moskwie   |
| 1968 | CSKA Moskwa            | 7 : 1              | SKA Leningrad          | Hala Łużniki w Moskwie   |
| 1969 | CSKA Moskwa            | 3 : 1              | Dinamo Moskwa          | Hala Łużniki w Moskwie   |
| 1970 | Spartak Moskwa         | 2 : 1              | Dinamo Moskwa          | Hala Łużniki w Moskwie   |
| 1971 | Spartak Moskwa         | 5 : 1              | SKA Leningrad          | Hala Łużniki w Moskwie   |
| 1972 | Dinamo Moskwa          | 3 : 0              | Chimik Woskriesiensk   | Hala Łużniki w Moskwie   |
| 1973 | CSKA Moskwa            | 6 : 2              | Traktor Czelabińsk     | Hala Łużniki w Moskwie   |
| 1974 | Krylja Sowietow Moskwa | 4 : 3              | Dinamo Moskwa          | Hala Sokolniki w Moskwie |
| 1976 | Dinamo Moskwa          | 3 : 2 d.           | CSKA Moskwa            | Hala CSKA Moskwa         |
| 1977 | CSKA Moskwa            | 9 : 5              | Spartak Moskwa         | Hala Łużniki w Moskwie   |
| 1979 | CSKA Moskwa            | 4 : 2              | Dinamo Moskwa          | Hala CSKA Moskwa         |
| 1988 | CSKA Moskwa            | 3 : 2 d.           | Dinamo Moskwa          | МSА im. W. I. Lenina     |
| 1989 | Krylja Sowietow Moskwa | 4 : 2 4 : 1        | Dinamo Moskwa          | Hala Łużniki w Moskwie   |